# Куньоли
Куньоли (итал. Cugnoli) — коммуна в Италии, расположена в регионе Абруццо, подчиняется административному центру Пескара.
Население составляет 1666 человек, плотность населения составляет 111 чел./км². Занимает площадь 15 км². Почтовый индекс — 65020. Телефонный код — 085.
Покровителем населённого пункта почитается святой Стефан. День города ежегодно празднуется 19 сентября.